# Queratite herpética
Queratite herpética é uma forma de queratite causada por infeções recorrente da córnea pelo vírus da herpes simples (VHS).:370